# Jack Fairman
John Eric George Fairman, detto Jack (Horley, 15 marzo 1913 – Rugby, 7 febbraio 2002), è stato un pilota automobilistico inglese.

## Carriera
Appartenente alla categoria dei gentleman-driver, Fairman cominciò a dedicarsi all'automobilismo negli anni '30, partecipando a diverse gare in salita, anche se fu solo dopo la fine della seconda guerra mondiale che divenne noto nell'ambiente delle corse. Fu soprattutto nelle gare di durata che espresse appieno le sue potenzialità, vincendo in coppia con Stirling Moss la 1000 km del Nürburgring e il Tourist Trophy.
Il suo debutto in Formula 1 avvenne durante il Campionato mondiale del 1953 alla guida di una vettura della HWM, ma fu a bordo delle Connaught che ottenne i suoi risultati migliori con un quarto e un quinto posto ottenuti rispettivamente al Gran Premio di Gran Bretagna e al Gran Premio d'Italia del 1956. Negli anni seguenti corse per la BRM ed eseguì dei test per la ATS nel 1961.
La sua ultima gara fu il Gran Premio di Imola, corsa fuori campionato, nel 1963 alla guida di una Porsche.
È morto nel 2002 a 88 anni.